# Henricia densispina
Henricia densispina är en sjöstjärneart som först beskrevs av Percy Sladen 1878.  Henricia densispina ingår i släktet Henricia och familjen krullsjöstjärnor. Inga underarter finns listade i Catalogue of Life.